# 第五代德文郡公爵威廉·卡文迪許
威廉·卡文迪許（英語：William Cavendish，1748年12月14日——1811年7月29日），第五代德文郡公爵，1766年至1793年擔任愛爾蘭財務大臣。

## 家庭
1774年，威廉·卡文迪許和喬治安娜·史賓賽結婚，兩人共有1子2女：
1. 喬治安娜（英语：Georgiana Howard, Countess of Carlisle）（1783年—1858年）
2. 哈麗葉（英语：Harriet Leveson-Gower, Countess Granville）（1785年—1862年）
3. 威廉（1790年—1858年）